# Més per Mallorca
Més per Mallorca (MÉS) és un partit polític d'àmbit mallorquí que defensa la igualtat social, la radicalitat democràtica, la sobirania de Mallorca i els Països Catalans, la sostenibilitat mediambiental i la preservació del territori. Integrat inicialment pel PSM-ENTESA i IniciativaVerds en forma de coalició electoral, des de l'octubre de 2013 tenia estructura pròpia i el novembre de 2021 es convertia oficialment en un partit polític.
És hereu de la coalició electoral sorgida a l'estiu de 2010 amb el nom PSM-Iniciativa-Verds, posteriorment PSM-IV-ExM i que el 2 de febrer de 2013 va adoptar la denominació actual. El 26 d'octubre 2013 va celebrar una Assemblea Constituent en què es van adoptar unes normes de funcionament que permetien obrir la coalició a altres forces polítiques i ciutadans independents.

## Història

### Precedents
Més per Mallorca va sorgir com a coalició electoral per tornar a unir l'espai de l'esquerra mallorquinista i ecologista després de la dissolució del Bloc per Mallorca, provocada per les desavinences entre els diferents partits de la coalició. A l'estiu del 2010 naixia una coalició electoral entre el PSM-ENTESA (un dels membres del Bloc), Iniciativa d'Esquerres (partit sorgit de l'escissió d'Esquerra Unida de les Illes Balears) i Els Verds de Mallorca (un altre partit del Bloc) per concórrer a les eleccions autonòmiques de maig de 2011. El novembre del 2010 es produeix la confluència entre Iniciativa d'Esquerres i Els Verds, resultant en la creació d'IniciativaVerds. A principis de 2011 Entesa per Mallorca, partit escindit del PSM el 2006, s'afegeix a la coalició que queda definida amb el nom PSM-IniciativaVerds-Entesa.
La coalició va obtenir 36.149 vots i 4 diputats al Parlament, 4 consellers al Consell de Mallorca, i 3 regidors a l'Ajuntament de Palma.

### Consolidació
El 2 de febrer de 2013 els militants dels tres partits, reunits en una assemblea oberta al Teatre Sindical de Comissions Obreres a Palma, van decidir consolidar-se en forma d'una coalició, aprovant de forma gairebé unànime un “document de Crida” i adoptant el nom Més per Mallorca. El 26 d'octubre de 2013, Més per Mallorca celebra la seva Assemblea Constituent, en la qual els militants dels partits integrants i nous simpatitzants independents adherits directament a la coalició adopten unes Normes de Funcionament i aproven documents polítics que estableixen una estructura pròpia i defineixen la línia política. Així mateix, elegeixen una Permanent i una Executiva que dirigiran la formació, encapçalades per Biel Barceló com a coordinador general i coportaveu, i Fina Santiago com a coportaveu.
El març de 2014, de cara a les eleccions europees d'aquell any, la coalició va decidir no presentar-se als comicis i després de consultar a les bases es va decidir que tampoc ho farien els partits integrants per separat. En lloc d'això, van donar suport a les candidatures de L'Esquerra pel Dret a Decidir i Primavera Europea.
El 7 de juny de 2014, durant l'assemblea general de la coalició, es va informar de la incorporació d'Esquerra Republicana de Mallorca a la formació. En aquesta mateixa assemblea es va aprovar un reglament general de primàries dirigit a marcar les línies generals del procés per a l'elecció dels integrants de les llistes electorals de la coalició a les eleccions al Consell de Mallorca i al Parlament de les Illes Balears de 2015, a més de futures convocatòries electorals. El 27 de setembre de 2014 va donar inici el procés d'elaboració del programa electoral en una assemblea celebrada al CEIP Aina Moll de Palma, on a la vegada es va aprovar la incorporació de Bloc per Felanitx i l'establiment de col·laboracions diverses amb el partit Demos+.

### Entrada al Govern
De cara a les eleccions municipals i autonòmiques de 2015, el projecte ecosobiranista va celebrar primàries obertes per a la confecció de tota la llista tant al Parlament de les Illes Balears, el Consell de Mallorca i els principals Ajuntaments de l'illa com el de Palma. Els més votats per encapçalar les candidatures de Més van ser Biel Barceló i Margalida Capellà al Parlament, Miquel Ensenyat i Margalida Puigserver al Consell de Mallorca, i Antoni Noguera i Neus Truyol a l'Ajuntament de Palma. Poc després de les primàries obertes de la coalició es va produir la sortida d'Esquerra Republicana per desavinences sobre els resultats d'aquestes. El març de 2015 van presentar el lema de campanya: "Indignar-se no basta. Demana MÉS". A les eleccions al Parlament de les Illes Balears del 24 de maig de 2015 Més va obtenir 59.069 vots (17,15%) i 6 dels 33 escons en joc a la circumscripció de Mallorca, els millors resultats de la formació. Després que el Partit Popular perdés la majoria absoluta, es va produir un acord per formar un govern d'Esquerres entre el Partit Socialista de les Illes Balears i Més per Mallorca amb el suport extern de Més per Menorca, Podem i Gent per Formentera on Biel Barceló assumiria la vicepresidència i MÉS rebria 3 conselleries.
A les eleccions generals espanyoles de 2015, el partit es presentà en coalició amb Més per Menorca i l'ex-regidor de l'ajuntament de Palma Antoni Verger Martínez com a cap de llista. La candidatura va ser la cinquena més votada, obtenint tan sols 33.931 vots (7,02%), quedant lluny d'obtenir l'escó.
El 16 d'abril de 2016, es va celebrar una assemblea general on es van elegir David Abril i Bel Busquets com a nous coportaveus de l'organització, substituint Santiago i Barceló.
El 29 de març de 2017 la premsa informava sobre l'adjudicació de contractes des de les conselleries de Més al cap de campanya electoral de la coalició, Jaume Garau, trencant la promesa de transparència de la formació. Barceló va argumentar que tot i que "estèticament no queda bé", tots els contractes eren legals. El 13 de desembre, Biel Barceló va presentar la seva dimissió com a Vicepresident del Govern de les Illes Balears a l'executiva de Més per Mallorca i a la presidenta del govern a conseqüència de la polèmica relacionada amb un viatge a Punta Cana. Quatre dies després, Isabel Busquets agafava el relleu com a vicepresidenta del Govern.
En les eleccions al Parlament de les Illes Balears del 26 de maig de 2019, Més per Mallorca va obtenir un 9,28%, passant a ser la cinquèna força política de les Illes Balears amb 2 escons menys respecte la pasada legislatura.
El 29 de novembre de 2019, l'antic batle de Palma, Antoni Noguera, va ser elegit coordinador general de Més per Mallorca.
El 9 de juliol de 2021 Més per Mallorca va signar un acord de col·laboració amb Mallorca Nova amb un reconeixement mutu com a partit i entitat juvenil de referència. La coalició recuperava així unes joventuts pròpies després de l'experiència efímera de Més Joves.

### Partit polític
El 26 de novembre de 2021, després d'aprovar els nous estatuts a la V Assemblea General, Més deixava de ser una coalició política per convertir-se oficialment en un partit polític. En aquesta mateixa assemblea es va elegir Lluís Apesteguia per substituir Antoni Noguera com a nou coordinador general. També es van elegir els membres de la nova Comissió Executiva, el Consell Polític i la Comissió de Garanties.
El 29 d'abril de 2022 es va presentar la coalició Ara Més formada per Més per Mallorca, Més per Menorca, Ara Eivissa i persones independents per concórrer a les eleccions generals espanyoles de 2023 i garantir la seva presència al Congrés dels Diputats d'Espanya. El 2024 Ara Més es va incorporar a la coalició electoral Ara Repúbliques per concórrer a les eleccions europees.

## Resultats electorals

### Parlament de les Illes Balears
| Eleccions | Vots   | %     | Escons | +/-      | Govern                    | Candidat         |
| --------- | ------ | ----- | ------ | -------- | ------------------------- | ---------------- |
| 2011      | 36.181 | 8,61  | 4 / 59 |          | Oposició                  | Biel Barceló     |
| 2015      | 59.617 | 13,80 | 6 / 59 | 2        | Coalició (PSIB-MÉS)       | Biel Barceló     |
| 2019      | 39.415 | 9,28  | 4 / 59 | 2        | Coalició (PSIB-PODEM-MÉS) | Miquel Ensenyat  |
| 2023      | 37.227 | 8,35  | 4 / 59 | Es manté | Oposició                  | Lluís Apesteguia |

### Congrés dels Diputats
| Congrés dels Diputats |               |               |                    |                    |                      |
| Eleccions             | Illes Balears | Illes Balears | Illes Balears      | Candidatura        | Candidat             |
| Eleccions             | Vots          | %             | Escons             | Candidatura        | Candidat             |
| 2011                  | 31.417        | 7,17          | 0 / 8              | PSM–IV–ExM–eQuo    | Miquel Ensenyat      |
| 2015                  | 33.877        | 7,00          | 0 / 8              | MÉS                | Antoni Verger        |
| 2016                  | 118.082       | 25,41         | 2 / 8(0 amb Podem) | Unides Podem MÉS   | Antoni Verger        |
| 2019 (I)              | 25.191        | 4,86          | 0 / 8              | Veus Progressistes | Guillem Balboa Buika |
| 2019 (II)             | 18.295        | 4,03          | 0 / 8              | Més Esquerra       | Guillem Balboa Buika |

1. ↑  Número 3 de la candidatura.

### Parlament Europeu
| Parlament Europeu |         |         |         |                      |                                              |
| Eleccions         | Espanya | Espanya | Espanya | Candidatura          | Candidat                                     |
| Eleccions         | Vots    | %       | Escons  | Candidatura          | Candidat                                     |
| 2019              | 296.091 | 1,32    | 0 / 54  | Compromís per Europa | Jordi Sebastià (Compromís) Alice Weber (MÉS) |

1. ↑  Cap de llista.
2. ↑  Número 5 de la llista.

### Consell de Mallorca
| Eleccions | Vots   | %     | Escons | +/-      | Govern                    | Candidat         |
| --------- | ------ | ----- | ------ | -------- | ------------------------- | ---------------- |
| 2011      | 35.554 | 10,57 | 4 / 33 |          | Oposició                  | Joan Font Massot |
| 2015      | 59.344 | 17,33 | 6 / 33 | 2        | Coalició (PSIB-MÉS)       | Miquel Ensenyat  |
| 2019      | 42.692 | 12,68 | 4 / 33 | 2        | Coalició (PSIB-PODEM-MÉS) | Bel Busquets     |
| 2023      | 41.940 | 11,69 | 4 / 33 | Es manté |                           | Jaume Alzamora   |

1. ↑  Sota el nom PSM-IV-ExM.

### Ajuntaments
| Eleccions | Mallorca | Mallorca | Mallorca  | Mallorca  |
| Eleccions | Vots     | %        | Regidors  | Alcaldies |
| --------- | -------- | -------- | --------- | --------- |
| 2015      | 52.324   | 11,98    | 108 / 699 | 12 / 53   |
| 2019      | 45.232   | 10,39    | 118 / 699 | 7 / 53    |